# Astragalus fallacinus
Astragalus fallacinus är en ärtväxtart som beskrevs av Dieter Podlech. Astragalus fallacinus ingår i släktet vedlar, och familjen ärtväxter. Inga underarter finns listade i Catalogue of Life.